# 2-甲氧基-1-丙醇
2-甲氧基-1-丙醇是一种有机化合物，化学式为C4H10O2，具有(R)和(S)两种异构，它也是1-甲氧基-2-丙醇的同分异构体。它可由环氧丙烷和甲醇在路易斯酸催化下反应制得。
它和甲磺酰氯反应，可以得到2-甲氧基-1-丙醇甲磺酸酯。